# Церковь Николая Чудотворца на Козинке
Церковь Николая Чудотворца на Козинке (Николо-Козинская церковь) — приходской храм Калужской епархии Русской православной церкви, расположенный в городе Калуга. Построена в 1775—1779 годах. В 1935—1939 годах была закрыта и использовалась под зернохранилище. Возвращена верующим в 1945 году.

## История
Первоначально деревянный храм, обозначенный в описи 1626 года как «церковь Никола Чудотворец в городе же», располагался на городской площади в пределах крепостных стен. Согласно описи 1685 года церковь находилась на северо-востоке от Троицкого собора. На место нынешнего расположения, в то время именовавшееся Козьей Слободкой, она была перенесена в 1775—1779 годах. Перенос вызван перепланировкой центра города П. Р. Никитиным, после присвоения ему статуса губернского. Церковь дала именование двум городским улицам — Николо-Козинская и Ново-Николо-Козинская (ныне — Улица Мичурина).
В 1844 году к церкви пристроена новая трёхъярусная колокольня по проекту архитектора П. Н. Текферда с большой луковичной главой, а трапезная распространена двумя приделами: Тихвинским и Святителей Московских Петра, Алексия, Ионы, Филиппа и Ермогена. В 1848 году при храме была открыта церковно-приходская школа. В 1899—1900 годах на деньги Ф. А. Извекова была отремонтирована трапезная и заново расписаны стены храма.
Николо-Козинская церковь ненадолго закрывалась в 1935—1936, будучи использована под зернохранилище, и 1942—1945 годах. В 1939—1941 годах была занята кафедрой обновленцев.

## Архитектура
Храм построен в стиле провинциального классицизма. Здание кубической формы (без трапезной) и крыто на четыре ската полукруглым шатром. К двухсветному четверику, перекрытому крестовым сводом и увенчанному одной главой, примыкает пониженный объём алтаря с широкой апсидой, полуциркульным сводом и боковыми разгрузочными арками. От храма алтарь отделён глухой каменной стеной с тремя арочными проходами. Трибун выполнен в виде толстого заострённого четырёхугольника. Трапезная и колокольня выстроены в стиле эклектики. Колокольня трёхъярусная, в виде массивного столба, увенчанного большой луковичнообразной главой.
Главный престол в храме освящён во имя святого Николая, а приделы — во имя Тихвинской Божией Матери и во имя святых Петра, Алексея, Ионы и Филиппа. Иконостас сооружён в конце XVIII и обновлён во второй половине XIX века.

## Духовенство
- Настоятель храма — Протоиерей Иоанн Паюл
- Протоиерей Василий Ефремов
- Иерей Андрей Семенов
- Иерей Илья Комягин
- Иерей Николай Жерздев
- Диакон Даниил Бойко
- Диакон Владислав Мухреев[6]